# Francesco Rognoni
Francesco Rognoni Taeggio (* nach 1570 in Mailand; † nach 1626 ebenda) war ein italienischer Komponist und Violinist.

## Leben und Wirken
Francesco Rognoni, Sohn des aus dem Val Taleggio stammenden Musikers Riccardo Rognoni, wirkte zunächst als Kapellmeister des Fürsten Francesco Filiberto von Masserano, ab 1613 war er in den Diensten des Regenten von Mailand und ab 1620 wurde er als Kapellmeister der Kirche S. Ambrogio erwähnt. Rognoni wurde von seinem Zeitgenossen, dem Schriftsteller Girolamo Borsieri, als ausgezeichneter Flötist und Geiger  beschrieben. 
Neben verschiedenen Messen veröffentlichte Rognoni 1608 und 1624 je eine Sammlung mit polyphoner Musik, 1613 eine Sammlung mit Madrigalen. 1614 erschien sein Lehrwerk Aggiunta della scolaro di violino & altri stromenti (verschollen). Als Fortsetzung erschien 1620 sein heute bedeutendstes Werk, die Selva de varii passaggi, die sich eingehend mit der Gesangs- und Violintechnik sowie der Verzierungstechnik (Diminution) auseinandersetzt. Die Widmungen verschiedener Werke verdeutlichen seine Beziehungen zum polnischen König Sigismund III. von Polen und zu Erzherzog Karl von Österreich.
Rognonis Schriften werden heute von der Musikwissenschaft im Dienste der historischen Aufführungspraxis erforscht. 
Sein Vater Riccardo Rognoni gilt ebenfalls als Verfasser einer Diminutionslehre. Sein Bruder Giovanni Domenico Rognoni war als Priester, Organist und Kapellmeister tätig, unter anderem an S. Sepolcro und in der herzoglichen Kapelle.